# Hohepfortetor

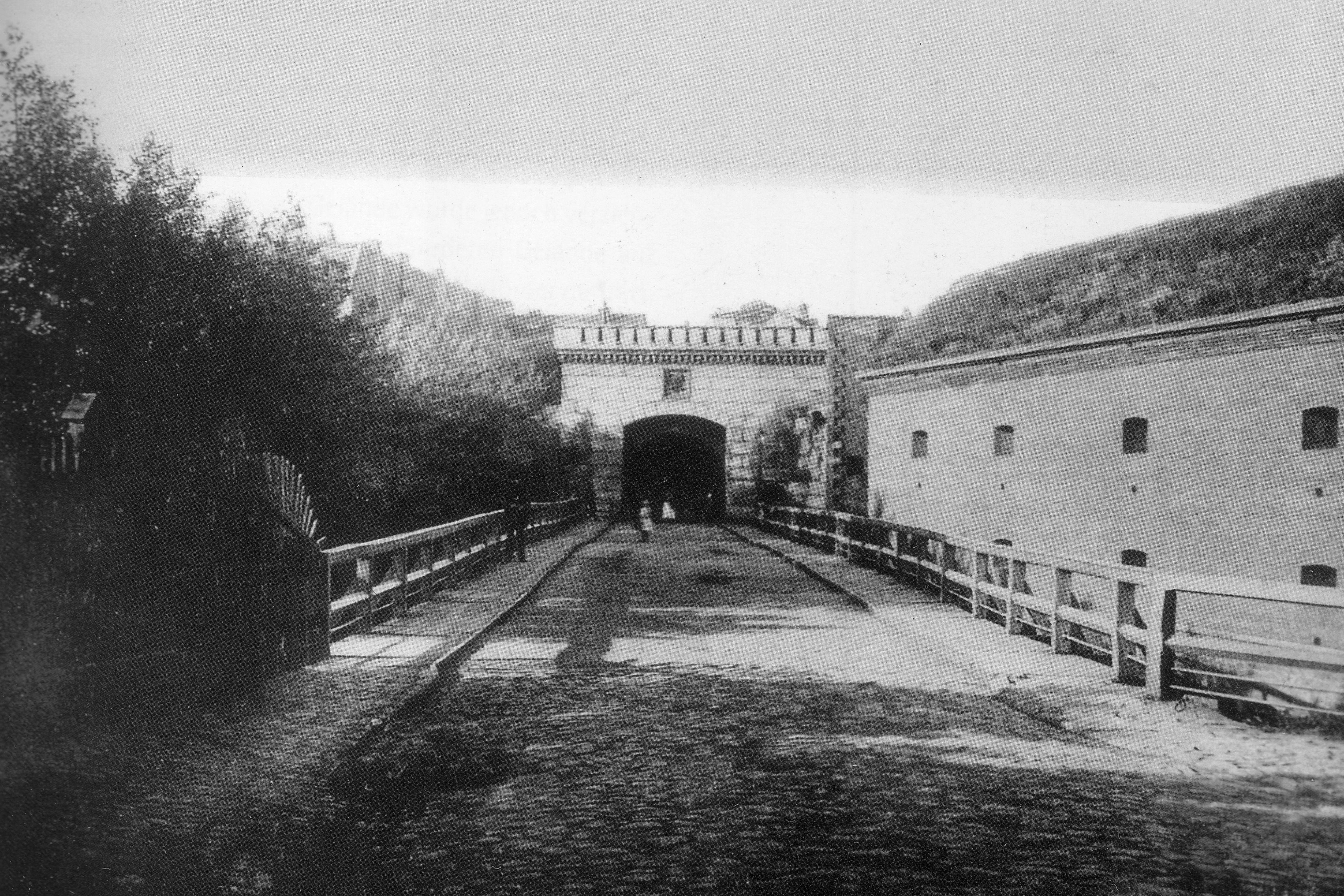
Hohepfortetor um 1870

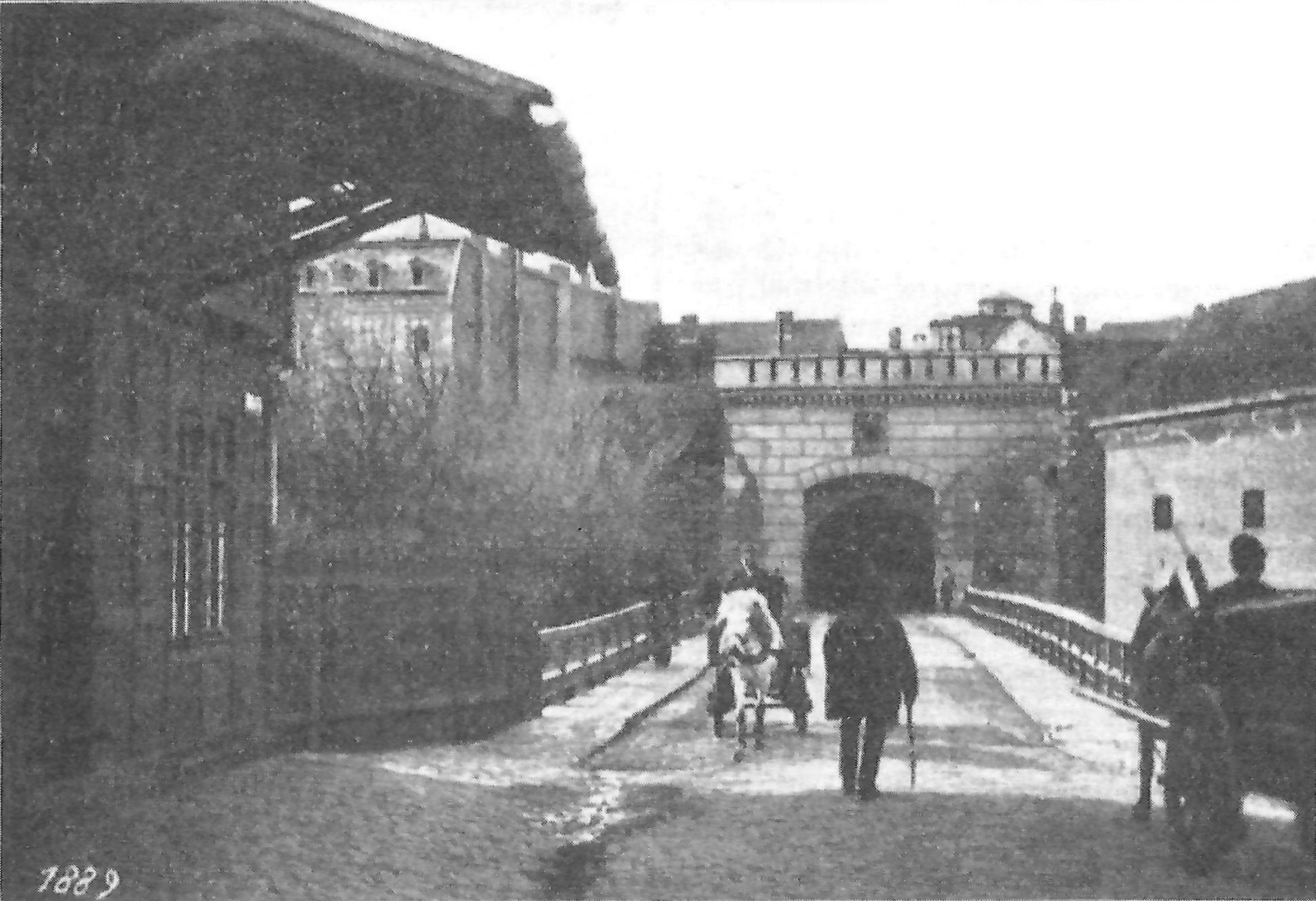
1880er Jahre

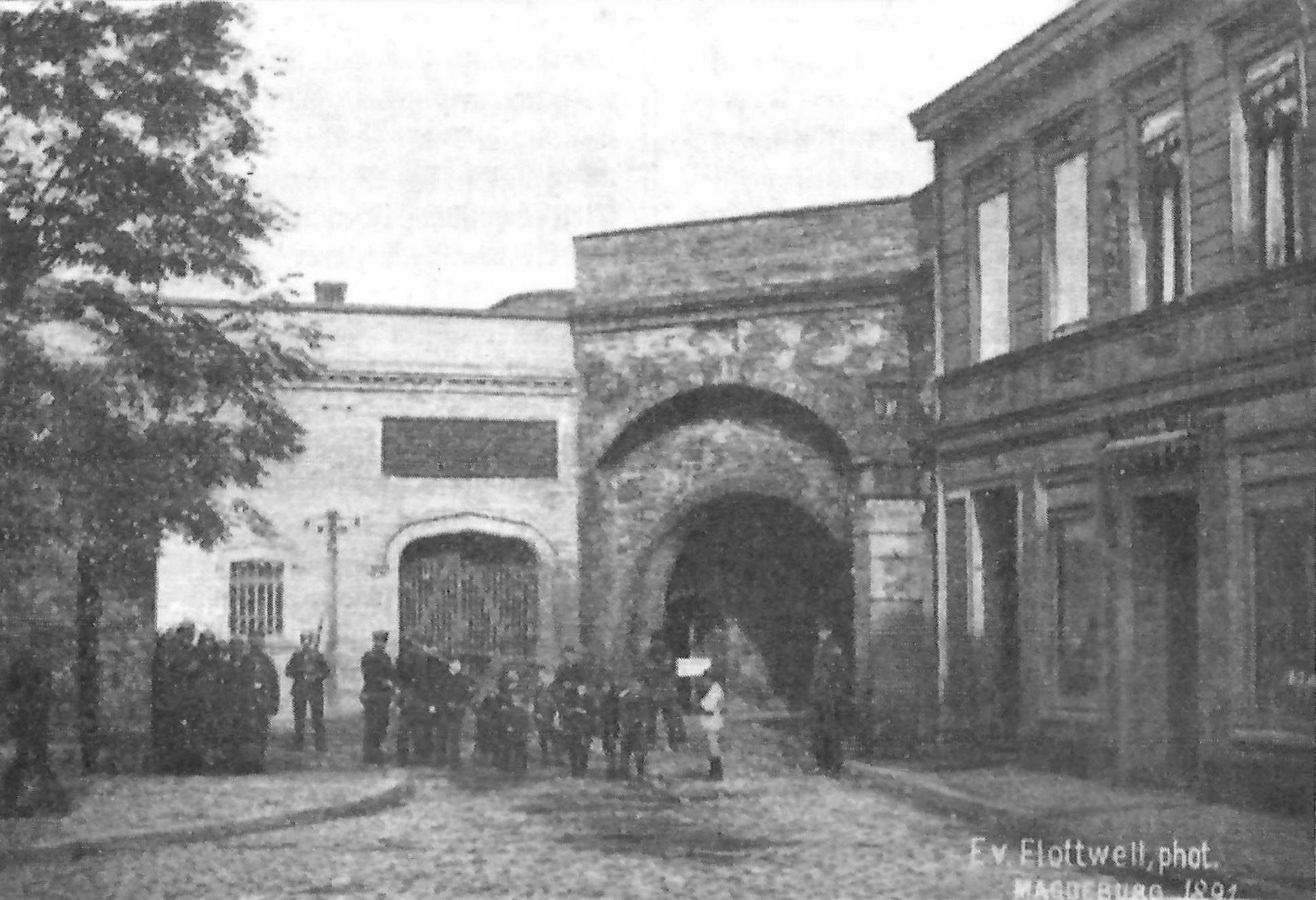
Stadtseite

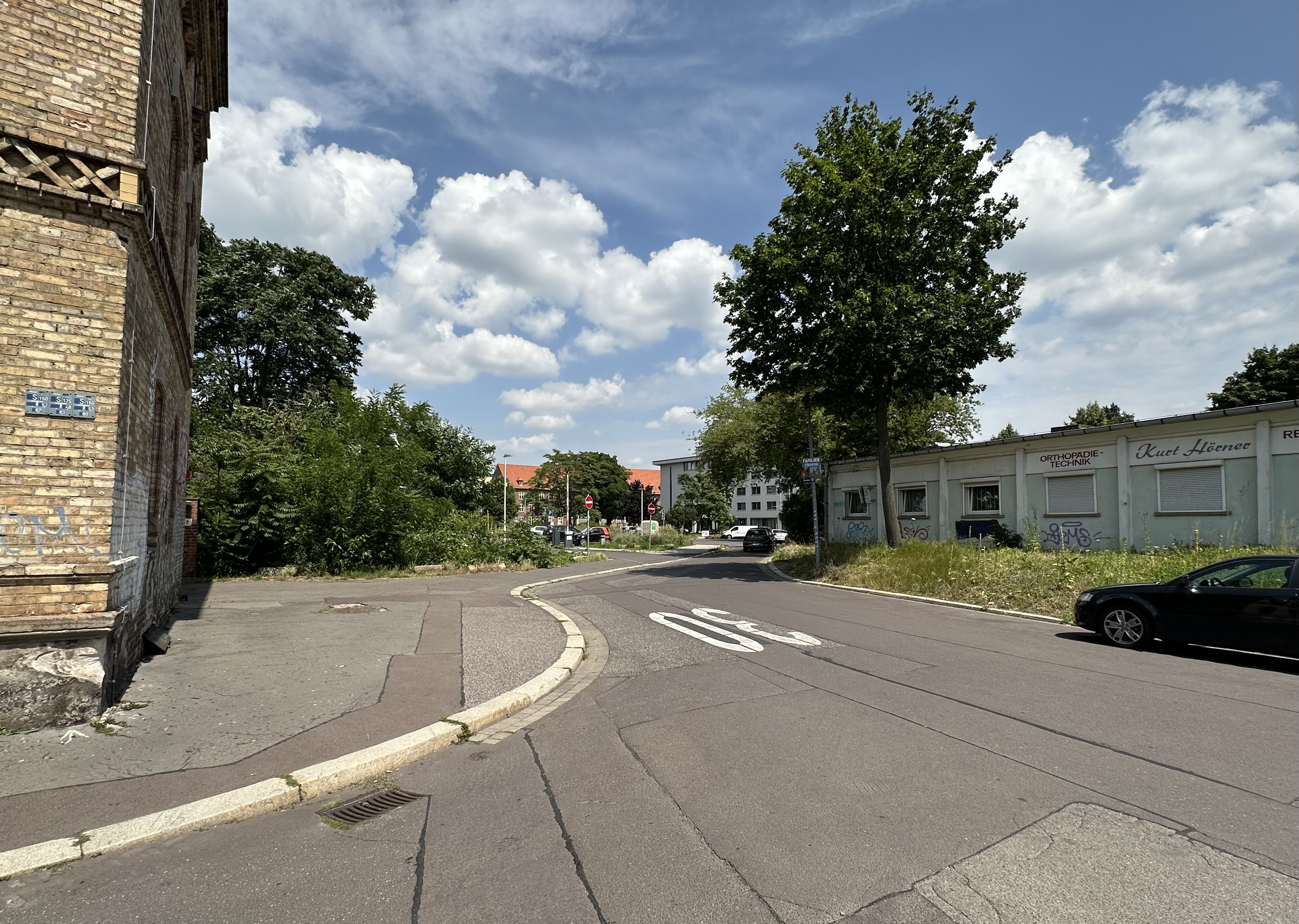
Stadtseite, 2024

Das Hohepfortetor war ein Straßentor der Magdeburger Stadtbefestigung. Es öffnete die Festung Magdeburg nach Norden. 

## Lage
Das Hohepfortetor stand im äußersten Osten der so genannten Nordfront, am nördlichen Ende der Neustädter Straße. Durch das Tor führte die Nordpassage in Richtung der Magdeburger Vorstadt Neustadt und mündete dort in die Hauptstraße „Breiter Weg“. Die Toranlagen befanden sich im südlichen Bereich der heutigen Hohepfortestraße.

## Geschichte
Bereits im 13. Jahrhundert war das Hohepfortetor Bestandteil der Magdeburger Verteidigungsanlagen. Schon zu dieser Zeit war ihm ein Torhaus angefügt. Eine erste urkundliche Erwähnung liegt aus dem Jahr 1402 vor. Als nach 1460 die Stadtbefestigung umgebaut wurde, erfuhr auch das Tor verstärkende Umbauten. Zu seinem Schutz wurden zwei Geschütztürme in die innere und äußere Stadtmauer eingefügt. Der über dem Tor 1461 errichtete Tortum war höher als die anderen Türme der Stadtbefestigung, woraus sich der Name als Hohe Pforte ergab. Die Benennung als Pforte ging auf die Enge des Tors zurück.
Nach der Zerstörung Magdeburgs im Jahr 1631 wurde das Tor geraume Zeit nicht mehr genutzt, jedoch noch im Laufe des 17. Jahrhunderts wieder geöffnet. Während der zweiten Ausbauphase der Festungsanlagen Anfang des 18. Jahrhunderts wurde das Tor erneut umgebaut, mit der Errichtung der Bastionen „Mark“ und „Preußen“ wurde seine Sicherung weiter verbessert. Dabei kam es auch zu einer Veränderung der Neustadt-Passage. Eine architektonische Neugestaltung erfolgte im Zusammenhang mit der Errichtung der Kaserne Mark zwischen 1860 und 1863. Nach der Aufgabe der Nordfront 1888 wurde das Hohepfortetor noch im selben Jahr restlos abgerissen. Lediglich ein einzelner Pfeiler wurde in den Hohepfortepark umgesetzt. 

## Beschreibung
Nach seiner letzten Umbauphase 1863 besaß das Hohepfortetor zwei unterschiedliche Fassaden. Zur Stadtseite hin war die etwa sechs Meter hohe Fassade hauptsächlich aus Bruchsteinen errichtet. Ein äußerer Torbogen, der rechts auf einem zinnenbekrönten Sandsteinpfeiler mit dem Magdeburger Stadtwappen ruhte war mit einem Ziegelstreifen abgesetzt. Der dahinter liegende innere Torbogen mit einer Durchlasshöhe von etwa 3,5 Metern war ebenfalls mit einem Ziegelstreifen eingerahmt. Bei etwa fünf Metern endete die Bruchsteinmauerung, abgeschlossen durch einen Zierfries, über den sich als Abschluss eine Ziegelsteinmauer erhob. Die Außenfassade war mit Sandsteinquadern verkleidet, über einem schmalen Zierfries erhob sich eine auffällige Zinnenbekrönung. Die Tordurchfahrt war linksseitig versetzt und wurde durch einen flachen Bogen abgeschlossen. Über dem Torbogen war eine gusseiserne Platte mit dem preußischen Adler eingelassen. 